# Alma Adamkienė
Alma Adamkienė (rozená Alma Nutautaitė, 10. února 1927 Šiauliai – 21. května 2023) byla litevská filoložka a filantropka, manželka politika Valdase Adamkuse a první dáma Litvy.

## Životopis
Narodila se jako dcera obchodníka Stasyse Nutautase a Ony Soblytė-Nutautienė. Po příchodu Rudé armády do Litvy rodina uprchla. Školní docházku dokončila na německém gymnáziu a poté studovala filologii na erlangenské univerzitě. V roce 1949 se přestěhovala do USA, kde později získala státní občanství. Nejprve pracovala jako laborantka v ocelárně, později v pojišťovně. Věnovala se také humanitární pomoci litevským uprchlíkům. V roce 1951 se provdala za přírodovědce Valdase Adamkuse. Po jmenování manžela litevským prezidentem v roce 1998 se začala věnovat charitativní činnosti zaměřené zejména na děti. V roce 1999 založila nadaci, které nese její jméno.

## Vyznamenání
- Řád knížete Jaroslava Moudrého I. třídy – Ukrajina, 5. listopadu 1998 – udělil prezident Ukrajiny Leonid Kučma za vynikající osobní přínos k posílení přátelství mezi ukrajinským a litevským národem[1]
- velkokříž Řádu tří hvězd – Lotyšsko, 12. března 2001 – udělila prezidentka Vaira Vīķe-Freibergová[2]
- Řád bílé hvězdy I. třídy – Estonsko, 30. září 2004[3]
- velkokříž Řádu koruny – Belgie, 2006[4]
- velkokříž Řádu prince Jindřicha – Portugalsko, 31. května 2007[5]
- velkodůstojník Řádu za zásluhy Polské republiky – Polsko, 15. dubna 2009 – udělil polský prezident Lech Kaczyński[6]